# Дьолог Надія Юріївна
Наді́я Ю́ріївна Дьо́лог (нар. 10 червня 1986, Тарасівка) — українська фехтувальниця, паралімпійка, громадська активістка. Багатократна світова, європейська та всеукраїнська призерка у фехтуванні на кріслах колісних, чемпіонка Європи і світу. Срібна призерка Літніх Паралімпійських ігор 2024 року. Представляє Закарпатську область. Активістка з питань доступності в Ужгороді.

## Життєпис
Надія Дьолог народилася у с. Тарасівка (Терешул) Тячівського району. У 1996 у віці 10 років внаслідок падіння з черешневого дерева отримала травму хребта, через котру ходить на кріслі колісному[неавторитетне джерело]. У 2012 році переїхала до Ужгорода. Вивчала англійську філологію в Ужгородському національному університеті — спершу хотіла вступити на економічний факултет, але через непридатні для маломобільних людей сходи і відсутність ліфта туди вчитись не пішла; пропозиція адміністрації здобувати освіту на денній формі, але виконувати завдання вдома Надії не підійшло, тому вона вступила на факультет іноземної філології.
У листопаді 2023 року Надія стала першою випускницею автошколи для людей з інвалідністю у Львові[неавторитетне джерело].

## Спорт
З 2021 року, коли вступила в університет, почала займатися спортом: спочатку близько двох років паверліфтингом, а потім з 2015 року парафехтуванням. З паверліфтингу мала чемпіонство України, Кубок України і здобула золото на Чемпіонаті України серед здорових спортсменів.

### Досягнення у фехтуванні на кріслах колісних
- 2016 — перша перемога на Чемпіонаті України з парафехтування[4];
- 2017 — чемпіонка світу[6];
- 2018 — чемпіонка та бронзова призерка Чемпіоната Європи[6];
- 2019 — дворазова бронзова призерка Чемпіоната світу[6];
- 2021 — срібна призерка Чемпіоната світу[6]; учасниця XVI Літніх Паралімпійських ігор 2020 у Токіо[4];
- 2022 — чемпіонка, срібна та бронзова призерка Чемпіоната Європи[6];
- 2023 — срібна призерка Чемпіоната світу[6];
- 2024 — чемпіонка Чемпіоната світу, срібна призерка Кубка світу; чемпіонка, срібна тай дворазова бронзова призерка Чемпіоната Європи[6]; срібна медаль у командному парафехтуванні на шпагах на Літній Паралімпіаді 2024 у Парижі[2].

## Громадська діяльність
Як член організації «Мрія в дії», Надія Дьолог часто звертає увагу містян на проблеми доступності в Ужгороді і контактує з міською владою задля їх вирішення. Завдяки їй була проведена ґрунтовна робота над установленням і реконструкцією пандусів по всьому місту. Була регіональною менеджеркою «Доступно.UA» — ініціативи з перевірки доступності населених пунктів для осіб на кріслах колісних.

## Державні нагороди
- Орден княгині Ольги III ст. (18 вересня 2024) — за досягнення високих спортивних результатів на ХVІІ літніх Паралімпійських іграх у місті Парижі (Французька Республіка), виявлені самовідданість та волю до перемоги, утвердження міжнародного авторитету України[7]